# Przezierka nawłociówka
Przezierka nawłociówka (Anania terrealis) −  gatunek motyla z rodziny wachlarzykowatych, występujący w Europie, również w Polsce.
Rozpiętość skrzydeł u tego gatunku wynosi 24–28 mm. Owad lata od czerwca do sierpnia w zależności od miejsca występowania. Larwy żerują na nawłoci pospolitej i astrach.